# Jeux olympiques d'hiver de 1948
Vous lisez un « bon article » labellisé en 2012.
Pour les articles homonymes, voir Jeux olympiques de 1948 et Jeux olympiques de Saint-Moritz.
Les Jeux olympiques d'hiver de 1948, officiellement connus comme les Ves Jeux olympiques d'hiver, ont lieu à Saint-Moritz en Suisse, du 30 janvier au 8 février 1948. Ces Jeux sont les premiers célébrés après la Seconde Guerre mondiale. Douze ans ont passé depuis les derniers Jeux d'hiver en 1936. De la sélection d'un pays hôte neutre à l'exclusion du Japon et de l'Allemagne, l'atmosphère politique de l'après-guerre est très présente pendant les Jeux. Le comité d'organisation fait face à plusieurs défis en raison du manque de ressources financières et humaines.
Vingt-huit nations défilent à la cérémonie d'ouverture le 30 janvier 1948. 669 athlètes participent à vingt-deux épreuves, réparties en quatre sports. Il y a aussi deux sports de démonstration : la patrouille militaire, devenue plus tard le biathlon, et le pentathlon d'hiver, dont c'est la seule apparition aux Jeux olympiques à ce jour. Le skieur français Henri Oreiller remporte deux médailles d'or et une de bronze en ski alpin ce qui fait de lui l'athlète le plus médaillé de ces Jeux. La plupart des sites olympiques date de la première organisation des Jeux à Saint-Moritz en 1928. Tous les sites sont à l'extérieur, ce qui rend les Jeux fortement dépendants des conditions météorologiques. Cette compétition marque la première participation aux Jeux olympiques d'hiver pour les cinq pays suivants : le Chili, le Danemark, l'Islande, la Corée du Sud et le Liban. Trois pays, la Norvège, la Suède et la Suisse, se partagent le record du plus grand nombre de médailles, avec dix médailles chacun. C'est en partie grâce à ces Jeux que Saint-Moritz est aujourd'hui une des stations de sports d'hiver et de villégiature les plus connues des Alpes.

## Contexte

### Impact de la Seconde Guerre mondiale
Comme ces Jeux sont les premiers depuis la fin de la Seconde Guerre mondiale, ils sont surnommés les « Jeux du Renouveau ». L'Allemagne et le Japon ne sont pas admis, étant encore exclus de la communauté internationale pour leur rôle dans le conflit qui vient de s'achever. Leur absence sera de courte durée, puisqu'ils participent aux Jeux de 1952. L'Union soviétique n'envoie pas d'athlètes aux Jeux de 1948, mais envoie dix délégués en observateurs pour déterminer le succès qu'auraient leurs athlètes s'ils participaient,.
La ville de Sapporo, au Japon, est choisie en juin 1937 pour être la ville hôte des Jeux olympiques d'hiver de 1940. En 1938, les Japonais décident de ne pas organiser les Jeux, affirmant que l'organisation des Jeux épuiserait les ressources du pays. Le Comité international olympique (CIO) se tourne alors vers la ville hôte des Jeux olympiques d'hiver de 1936, Garmisch-Partenkirchen, ce qui aurait fait d'elle la seule ville à accueillir deux Jeux consécutifs. L'invasion de la Pologne par l'Allemagne en septembre 1939 rend cette idée difficilement envisageable, et l'Allemagne retire sa candidature par la suite. La Finlande pense pouvoir accueillir les Jeux et se propose au CIO, mais l'invasion de ce pays par l'Union soviétique met fin à tout espoir de voir des Jeux olympiques se dérouler en 1940. Les Jeux olympiques d'hiver de 1944 sont attribués à Cortina d'Ampezzo, en Italie, en 1939. Le prolongement du conflit rend leur organisation impossible, et une seconde olympiade se passe sans que les Jeux soient célébrés.

### Sélection de la ville hôte
Le CIO sélectionne Saint-Moritz pour accueillir les Jeux de 1948 lors de sa 39e session, tenue à Lausanne en septembre 1946. Saint-Moritz et Lake Placid sont alors en concurrence pour l'obtention de l'organisation. La ville de Saint-Moritz est choisie parce qu'elle se situe en Suisse, un pays neutre qui n'a pas participé au conflit, afin d'éviter d'éventuelles manœuvres politiques de la part des anciens belligérants. De plus, Saint-Moritz a déjà accueilli les Jeux d'hiver en 1928, ce qui rend l'organisation des Jeux plus simple et moins coûteuse. En effet, les organisateurs n'ont que 18 mois pour préparer les Jeux, un délai serré malgré l'existence de nombreux sites.

### Difficultés pendant les Jeux
Les effets de la Seconde Guerre mondiale sont encore ressentis en 1948. Les faibles ressources financières et humaines rendent l'organisation difficile. Les athlètes sont aussi affectés par ce manque de ressources. Beaucoup de concurrents arrivent avec un équipement réduit ou inexistant : ainsi, les skieurs norvégiens doivent emprunter des paires de skis à l'équipe des États-Unis. Les spectateurs sont peu nombreux, à cause des difficultés à voyager et du manque d'argent dans une économie européenne exsangue qui est sous l'aide du plan Marshall.

## Organisation
| \| Saint-Moritz \| Localisation de Saint-Moritz en Suisse. |
| Saint-Moritz                                               |

Le Comité olympique est composé de personnalités de Saint-Moritz, des autorités fédérales et de membres du Comité olympique suisse. Il décide de mettre en place plusieurs comités responsables des différents aspects des Jeux. Ces comités s'occupent notamment du logement et de l'entretien, de la construction des sites, des finances et des médias et de la publicité. Les comités locaux travaillent en étroite collaboration avec le gouvernement fédéral suisse et le CIO pour s'assurer que les Jeux se déroulent sans problème. Comme aucun village olympique n'avait été construit lors des Jeux précédents, les athlètes et les officiels sont logés dans des hôtels des environs. Il est très important pour les comités de se baser sur leurs expériences des Jeux de 1928. La sélection des sites pour les évènements dépend des conditions météorologiques, puisque toutes les compétitions ont lieu à l'extérieur.

### Presse
Plus de 800 personnes s'occupent de la diffusion des informations des Jeux. Près de 500 journalistes de 38 pays sont accrédités. Comme la télévision ne diffuse pas les Jeux olympiques avant 1956, la couverture des Jeux de 1948 se partage entre les journaux et les chaînes de radio. Le comité d'organisation fournit des équipements technologiques, comme des lignes de téléphone longue distance et un service de télégraphie, pour permettre aux journalistes de communiquer avec leur pays d'origine. Plus de 2 200 personnes sont nécessaires pour fournir les services à la presse, aux officiels et aux athlètes. Ces services sont par exemple les installations sanitaires, la sécurité et l'entretien des bâtiments.

### Transports
Gérer l'afflux de personnes à Saint-Moritz s'avère difficile pour les organisateurs, et la situation montagneuse de la commune complique encore la tâche. Un grand projet pour améliorer les moyens de transport est mis en place pour les Jeux. Il comprend la construction et l'élargissement des routes et la construction de nouvelles gares. La capacité des égouts de la ville est aussi améliorée. Tous les projets doivent être approuvés par le gouvernement suisse et ont un impact sur le succès des Jeux. Pour aider le comité d'organisation, le CIO demande à toutes les nations participantes de fournir la liste de leurs athlètes plusieurs mois avant les jeux.

### Nations participantes

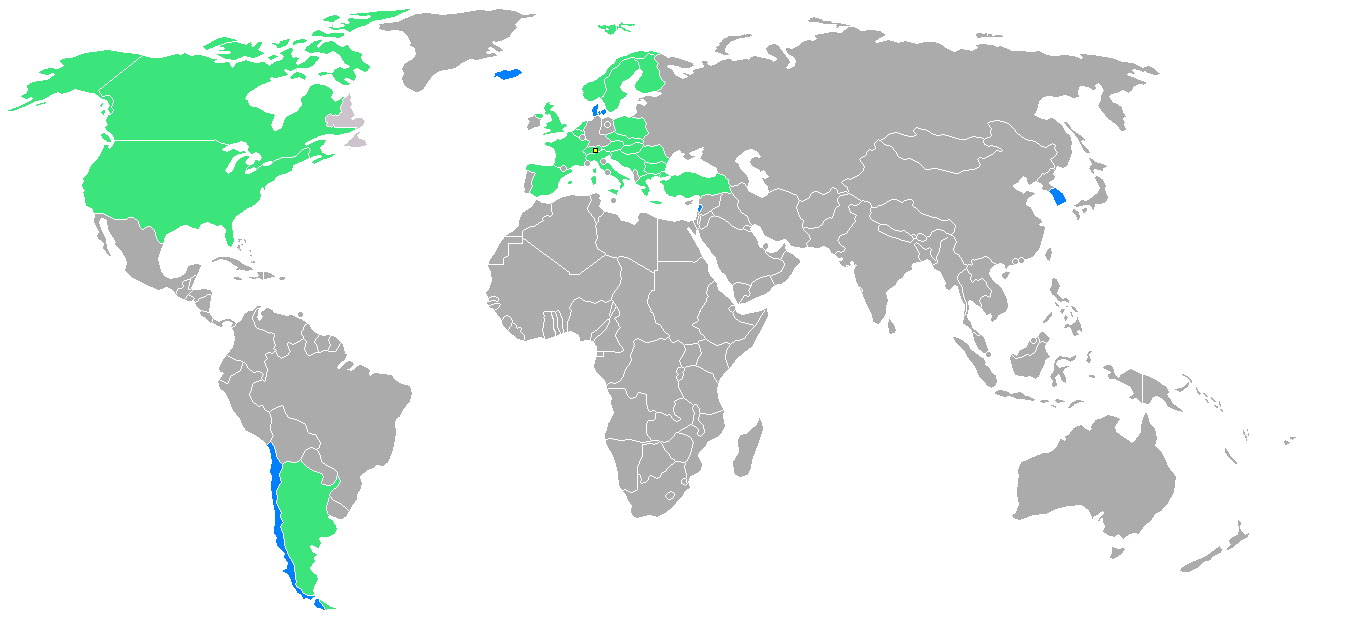
Nations participantes
Pays participants pour la 1re fois aux Jeux d'hiver
Pays ayant déjà participé

Vingt-huit nations concourent à Saint-Moritz, soit autant que lors des précédents Jeux d'hiver en 1936, pour un nombre total de 669 athlètes. Cinq pays participent pour la première fois : le Chili, le Danemark, l'Islande, la Corée du Sud et le Liban. L'Allemagne et le Japon ne sont pas autorisés à participer à cause de leur implication dans la Seconde Guerre mondiale. Malgré son appartenance aux puissances de l'Axe, l'Italie est autorisée à envoyer des athlètes après son ralliement aux Alliés en 1943. L'Estonie, la Lettonie et la Lituanie ont été annexées à l'Union soviétique et ne participent pas en tant que nations indépendantes avant 1992. L'Argentine fait son retour aux Jeux d'hiver après avoir manqué ceux de 1932 et de 1936. En revanche, l'Australie et le Luxembourg, présents en 1936, n'envoient pas de délégation en 1948.
Le nombre indiqué entre parenthèses est le nombre d'athlètes engagés par pays.
| - Argentine (9) - Autriche (54) - Belgique (11) - Bulgarie (4) - Canada (28) - Chili (4) - Corée du Sud (3) - Danemark (2) - Espagne (6) - États-Unis (69) |  | - Finlande (24) - France (36) - Grèce (1) - Hongrie (22) - Islande (4) - Italie (54) - Liban (2) - Liechtenstein (10) - Norvège (49) |  | - Pays-Bas (4) - Pologne (29) - Roumanie (7) - Grande-Bretagne (55) - Suède (43) - Suisse (70) - Tchécoslovaquie (47) - Turquie (4) - Yougoslavie (17) |

## Déroulement

### Calendrier
La cérémonie d'ouverture a lieu le 30 janvier avec les premiers matchs de hockey sur glace et les deux premières épreuves masculines de bobsleigh à deux. La cérémonie de clôture se déroule le 8 février. Les médailles sont remises chaque jour au stade olympique St. Moritz Olympic Ice Rink.
| CO | Cérémonie d'ouverture | ● | Épreuve | 1 | Finale d'épreuve officielle | CC | Cérémonie de clôture |

| janvier 1948 février 1948            | 30 Ven | 31 Sam | 1er Dim | 2 Lun | 3 Mar | 4 Mer | 5 Jeu | 6 Ven | 7 Sam | 8 Dim | Nombre d'épreuves |
| ------------------------------------ | ------ | ------ | ------- | ----- | ----- | ----- | ----- | ----- | ----- | ----- | ----------------- |
| Cérémonies                           | CO     |        |         |       |       |       |       |       |       | CC    | —                 |
| Hockey sur glace                     | ●      | ●      | ●       | ●     | ●     | ●     | ●     | ●     | ●     | 1     | 1                 |
| Bobsleigh                            | ●      | 1      |         |       |       |       |       | ●     | 1     |       | 2                 |
| Ski de fond                          |        | 1      |         |       | 1     |       |       | 1     |       |       | 3                 |
| Combiné nordique                     |        | ●      | 1       |       |       |       |       |       |       |       | 1                 |
| Patinage de vitesse                  |        | 1      | 1       | 1     | 1     |       |       |       |       |       | 4                 |
| Patinage artistique                  |        |        |         | ●     | ●     |       | 1     | 1     | 1     |       | 3                 |
| Ski alpin                            |        |        |         | 2     |       | 2     | 2     |       |       |       | 6                 |
| Skeleton                             |        |        |         |       | ●     | 1     |       |       |       |       | 1                 |
| Saut à ski                           |        |        |         |       |       |       |       |       | 1     |       | 1                 |
| Patrouille militaire (démonstration) |        |        |         |       |       |       |       |       |       | •     | —                 |
| Pentathlon d'hiver (démonstration)   |        | •      | •       | •     | •     | •     |       |       |       |       | —                 |
| Nombre de finales/jour               | 0      | 3      | 2       | 3     | 2     | 4     | 3     | 2     | 2     | 1     |                   |
| Total cumulé                         | 0      | 3      | 5       | 8     | 10    | 14    | 17    | 19    | 21    | 22    | 22                |

### Cérémonie d'ouverture
La cérémonie d'ouverture a lieu le 30 janvier dans le stade olympique St. Moritz Olympic Ice Rink. À 10 heures, la société de musique de Saint-Moritz joue le Cantique suisse et donne le signal du début du défilé des participants. La délégation grecque, composée d'un seul athlète, entre la première, comme le veut la tradition. Les nations participantes entrent ensuite dans le stade par ordre alphabétique d'après leur nom en français à l'exception de la délégation suisse qui clôt le cortège en tant que nation hôte. La délégation américaine compte le plus grand nombre d'athlètes.
Ensuite, Marcel Henninger, le président du Comité olympique suisse, fait un discours bref centré sur l'importance de l'évènement, et le Président de la Confédération suisse Enrico Celio ouvre officiellement les Jeux : « Je déclare les Ves Jeux olympiques d'hiver dans le cadre de la XIVe olympiade ouverts. Qu'ils soient le symbole de paix que le monde attend ! » Le drapeau olympique est alors hissé au son de la marche au drapeau et trois coups de canons annoncent le début des Jeux. La flamme olympique est allumée sur la tour du stade. Les porte-drapeaux se placent ensuite en demi-cercle devant la tribune d'honneur. Le joueur de hockey Bibi Torriani monte sur le podium positionné au centre et prononce le Serment olympique. À la fin de la cérémonie, d'une durée d'une heure, les délégations quittent le stade dans le même ordre qu'à leur arrivée.
Après la cérémonie, le tournoi de hockey sur glace débute par la rencontre entre la Suisse et les États-Unis, remportée par les Suisses par cinq buts à quatre. Il y a également trois autres matchs de hockey au cours de la journée ainsi que les deux premières courses de bobsleigh à deux.

### Épreuves

#### Hockey sur glace

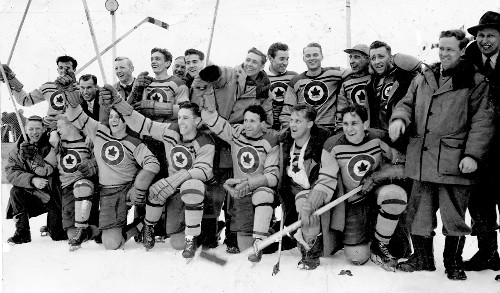
L'équipe du Canada, victorieuse de l'épreuve de hockey sur glace

Le tournoi de hockey sur glace est remporté par le Canada, devant la Tchécoslovaquie et la Suisse. C'est la cinquième médaille d'or olympique pour le Canada en hockey. La seule équipe à avoir battu le Canada aux Jeux olympiques depuis ses débuts aux Jeux d'été de 1920 est la Grande-Bretagne, en 1936. Le hockey sur glace est au centre d'une polémique qui manque de mettre en péril l'existence même des Jeux olympiques d'hiver. Accusé clairement de professionnalisme et de mercantilisme, le hockey sur glace nord-américain est montré du doigt par le CIO en 1946. L'organisation internationale envisage même l'exclusion du hockey sur glace du programme olympique. Les choses se tassent plus ou moins entre 1946 et 1948, mais lors des Jeux olympiques, deux équipes des États-Unis se présentent. Une équipe de l'Amateur Athletic Union, soutenue par le comité olympique américain, et une équipe de l'Amateur Hockey Association soutenue par la Fédération internationale de hockey sur glace. Cette situation engendre une polémique telle qu'un membre américain du CIO avance même l'idée que les JO de Saint-Moritz seraient les derniers du genre. Le Comité international olympique n'autorise aucune des deux équipes à participer, mais le comité suisse d'organisation autorise l'équipe de l'Amateur Athletic Union à défiler lors de la cérémonie d'ouverture, et l'équipe de l'Amateur Hockey Association à jouer officieusement, sans pouvoir récolter de médaille.

#### Bobsleigh
Deux sports de glisse sont disputés aux Jeux d'hiver de 1948, le premier étant le bobsleigh. Une controverse éclate quand il est prouvé que les roues de direction des bobs de l'équipe des États-Unis sont sabotées. Un chauffeur de camion admet ensuite avoir accidentellement reculé dans le bâtiment qui abrite les bobs. Cependant, cet accident ne gêne pas les équipes des États-Unis, qui gagnent une médaille de bronze en bob à deux et une médaille d'or et une médaille de bronze en bob à quatre, dans les épreuves masculines. Les équipes suisses masculines de bob à deux obtiennent l'or et l'argent, ce qui est le meilleur résultat possible, puisque deux équipes par pays sont autorisées à participer. Le pilote vainqueur, Felix Endrich, devance son entraîneur Fritz Feierabend.

#### Ski de fond

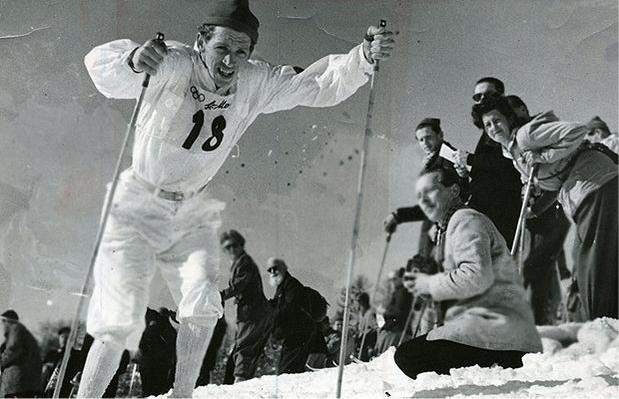
Martin Lundström dans le 18 kilomètres.

En ski de fond, 106 skieurs de 15 nations concourent dans trois compétitions : le 50 kilomètres, le 18 kilomètres et le relais 4 × 10 kilomètres. Il n'y a pas de compétition féminine à ces Jeux. Le Suédois Martin Lundström est le second athlète à remporter deux médailles d'or. Il gagne la course de 18 kilomètres et le relais 4 × 10 kilomètres avec son équipe. Les pays nordiques dominent les épreuves de ski de fond. L'équipe suédoise rafle 6 médailles sur 9. Les autres médailles sont obtenues par la Finlande et la Norvège.

#### Combiné nordique
Des compétitions de combiné nordique ont lieu à tous les Jeux olympiques d'hiver depuis 1924. Les athlètes participent d'abord à la course de ski de fond de 18 kilomètres avec les concurrents de la compétition de ski de fond. Un nombre de points leur est attribué en fonction de leur temps. Le lendemain, les athlètes sautent deux fois du tremplin de saut à ski Olympiaschanze. Un nombre de points est attribué à chaque saut et le plus long saut est combiné au temps du ski de fond pour donner le score final. L'équipe de la Norvège, pays traditionnel du combiné nordique, est battue par le Finlandais Heikki Hasu, qui devient le premier athlète non-norvégien à gagner la compétition. Il n'y a même aucun athlète norvégien sur le podium. Le coéquipier de Hasu, Martti Huhtala, remporte l'argent et le Suédois Sven Israelsson prend le bronze.

#### Patinage de vitesse
La compétition de patinage de vitesse a lieu dans la même patinoire qu'en 1928 : le St. Moritz Olympic Ice Rink. À une altitude de 1 856 mètres au-dessus du niveau de la mer, cette compétition de patinage de vitesse est la deuxième plus haute en altitude de l'histoire des Jeux olympiques ; seule celle de Squaw Valley en 1960 est plus haute. La compétition est dominée par la Norvège et la Suède qui remportent neuf des douze médailles mises en jeu. Les athlètes scandinaves ne font pas de bons résultats en patinage de vitesse avant les Jeux de 1948. La raison de leur succès s'explique par le fait que le patinage de vitesse ne se développe pas beaucoup en Europe pendant la Seconde Guerre mondiale. Seuls les pays qui ne sont pas directement impliqués dans le conflit ont les ressources nécessaires pour garder leurs programmes de patinage de vitesse intacts. Le Norvégien Finn Helgesen remporte la course de 500 mètres. Trois patineurs sont à égalité à la 2e place : le Norvégien Thomas Byberg et les Américains Robert Fitzgerald et Ken Bartholomew. Tous les trois finissent en exactement 43,2 secondes. Le Suédois Åke Seyffarth obtient la médaille d'or de la course de 10 000 mètres et la médaille d'argent de la course de 1 500 mètres. Le 5 000 mètres est effectué sous un temps changeant. Les vingt participants courent avec du vent, du soleil et de la neige. Finalement, le spécialiste norvégien des longues distances, Reidar Liaklev, s'impose.

#### Patinage artistique
Barbara Ann Scott devient la première et la seule femme canadienne à gagner une médaille d'or en patinage artistique. Elle remporte l'épreuve malgré la distraction causée par un avion volant à basse altitude et le fait que la glace a été usée le soir précédent par deux matchs de hockey sur glace (la surfaceuse n'est pas encore inventée). L'Américain Dick Button, âgé de 18 ans, complète le succès inédit des Nord-Américains dans les deux épreuves de patinage artistique. Il obtient l'or après être devenu le premier à réussir un double axel en compétition. Plus tard, aux Jeux de 1952, Dick Button triomphe une seconde fois. Sa victoire a lieu pendant les meilleures années du champion du monde suisse Hans Gerschwiler, qui tombe pendant le programme libre. Malgré son incident, Gerschwiler remporte la médaille d'argent.

#### Ski alpin

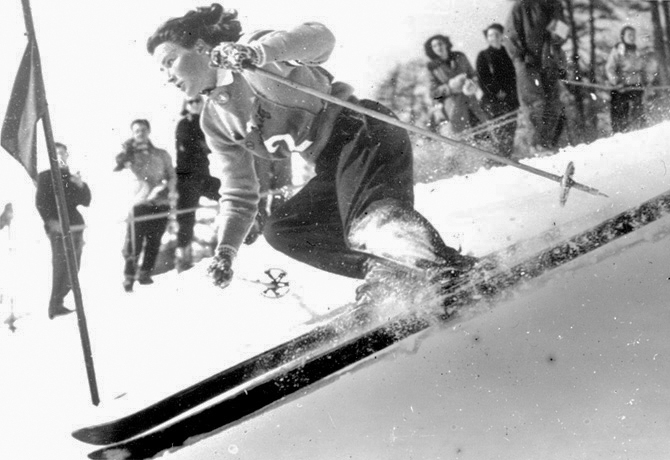
Erika Mahringer.

Le ski alpin fait ses débuts olympiques à ces Jeux. Quelques compétitions sont organisées aux Jeux de 1936, mais trois épreuves masculines et trois épreuves féminines sont disputées à Saint-Moritz. Le skieur alpin français Henri Oreiller devient l'athlète le plus médaillé lors de ces jeux. Il enlève la descente avec plus de quatre secondes d'avance sur le deuxième. Cet écart extravagant est évidemment unique dans les annales olympiques. Le « fou descendant » remporte une seconde médaille d'or en combiné et une médaille de bronze en slalom. Lors de la descente du combiné, Oreiller relègue le deuxième à plus de cinq secondes. Il est un des deux athlètes à s'adjuger deux médailles d'or aux Jeux de 1948, et il est aussi le seul à s'emparer de trois médailles. En revanche, l'or échappe à l'autre grand skieur français du moment : James Couttet. Il doit se contenter de l'argent en slalom et du bronze en combiné. Grosse déception également pour le Suisse Karl Molitor, mythique sextuple vainqueur de la descente du Lauberhorn, qui faisait figure de favori dans les trois courses mais qui doit se contenter de l'argent en combiné et du bronze en descente.
L'Autriche domine les compétitions féminines, en s'adjugeant cinq médailles sur les neuf mises en jeu. Trude Beiser-Jochum gagne deux médailles : l'or en combiné et l'argent en descente. Gretchen Fraser, de l'équipe des États-Unis, remporte aussi deux médailles : l'or en slalom et l'argent en combiné. Elle devient la première Américaine à obtenir un titre olympique en ski alpin. L'Autrichienne Erika Mahringer obtient deux fois le bronze en slalom et en combiné.
La Suisse termine ces compétitions de ski alpin en tête du tableau des médailles avec 6 médailles dont 2 en or, celles d'Edi Reinalter et Hedy Schlunegger.

#### Skeleton
Le skeleton fait sa deuxième apparition aux Jeux olympiques après ceux de 1928, aussi organisés à Saint-Moritz. Le skeleton est une forme de luge, apparue pour la première fois dans la région de Saint-Moritz à la fin du XIXe siècle. John Heaton, de l'équipe des États-Unis, obtient sa seconde médaille en skeleton. Il gagne la première 20 ans plus tôt, à l'âge de 19 ans. L'Italien Nino Bibbia remporte la compétition. Cette victoire est le premier de ses 231 succès sur la Cresta Run. Une des courbes à Cesana Pariol, l'endroit où les épreuves de bobsleigh, de luge et de skeleton ont lieu aux Jeux olympiques d'hiver de 2006 à Turin, est nommée d'après Bibbia.

#### Saut à ski
Les Norvégiens dominent la compétition de saut à ski. Birger Ruud gagne la médaille d'or en saut à ski aux Jeux de 1932 et de 1936. Les Jeux sont interrompus pendant douze ans à cause de la Seconde Guerre mondiale, ainsi Birger Ruud est âgé de 36 ans en 1948. Il se retire de la compétition et entraîne l'équipe norvégienne. Cependant, quand il arrive aux Jeux, il décide d'y participer une dernière fois. Malgré son retrait des compétitions depuis plusieurs années, il s'empare de la médaille d'argent,. Le Norvégien Petter Hugstedt obtient la médaille d'or et son coéquipier Thorleif Schjelderup remporte le bronze.

#### Sports de démonstration
Deux sports de démonstration sont disputés aux Jeux de 1948. La patrouille militaire était déjà un sport de démonstration aux Jeux d'hiver de 1928 et 1936 (après avoir été sport officiel lors des premiers Jeux de 1924). Elle consiste en une combinaison entre du ski de fond et du tir sur cibles. Le pentathlon d'hiver est composé de cinq sports : une course de ski de fond de 10 kilomètres, une épreuve de tir, une descente à ski, de l'escrime et de l'équitation. Ces Jeux sont les premiers et les derniers à accueillir cette épreuve. Quatorze concurrents y participent.
De ces deux sports de démonstration (patrouille militaire et pentathlon d'hiver) définitivement laissés de côté par le CIO après 1948 germera quelques années plus tard le biathlon d'hiver.

### Cérémonie de clôture
La patrouille militaire a lieu dans la matinée du 8 février. Le tournoi de hockey sur glace se termine le même jour avec les quatre derniers matchs. La remise des médailles du tournoi de hockey est suivie de la cérémonie de clôture. Les porte-drapeaux des vingt-huit nations participantes vont dans le stade olympique St. Moritz Olympic Ice Rink. Le champion olympique de slalom Edi Reinalter porte le drapeau olympique. Pendant que la marche au drapeau est jouée, les drapeaux olympiques sont descendus lentement. La flamme olympique est éteinte et un coup de canon annonce la fin des Jeux. Le président du Comité international olympique Sigfrid Edström remercie le comité suisse d'organisation pour son bon travail et déclare la fin des Ves Jeux olympiques d'hiver.

### Tableau des médailles
| Rang | Nation          | Or | Argent | Bronze | Total |
| ---- | --------------- | -- | ------ | ------ | ----- |
| 1er  | Norvège         | 4  | 3      | 3      | 10    |
| 1er  | Suède           | 4  | 3      | 3      | 10    |
| 3e   | Suisse          | 3  | 4      | 3      | 10    |
| 4e   | États-Unis      | 3  | 4      | 2      | 9     |
| 5e   | France          | 2  | 1      | 2      | 5     |
| 6e   | Canada          | 2  | 0      | 1      | 3     |
| 7e   | Autriche        | 1  | 3      | 4      | 8     |
| 8e   | Finlande        | 1  | 3      | 2      | 6     |
| 9e   | Belgique        | 1  | 1      | 0      | 2     |
| 10e  | Italie          | 1  | 0      | 0      | 1     |
| 11e  | Hongrie         | 0  | 1      | 0      | 1     |
| 11e  | Tchécoslovaquie | 0  | 1      | 0      | 1     |
| 13e  | Grande-Bretagne | 0  | 0      | 2      | 2     |

### Sportifs les plus médaillés
| Rang | Athlète                | Sport               | Or | Argent | Bronze | Total |
| ---- | ---------------------- | ------------------- | -- | ------ | ------ | ----- |
| 1    | Henri Oreiller (FRA)   | Ski alpin           | 2  | 0      | 1      | 3     |
| 2    | Martin Lundström (SWE) | Ski de fond         | 2  | 0      | 0      | 2     |
| 3    | Nils Östensson (SWE)   | Ski de fond         | 1  | 1      | 0      | 2     |
| 3    | Trude Beiser (AUT)     | Ski alpin           | 1  | 1      | 0      | 2     |
| 3    | Gretchen Fraser (USA)  | Ski alpin           | 1  | 1      | 0      | 2     |
| 3    | Åke Seyffarth (SWE)    | Patinage de vitesse | 1  | 1      | 0      | 2     |

## Sites

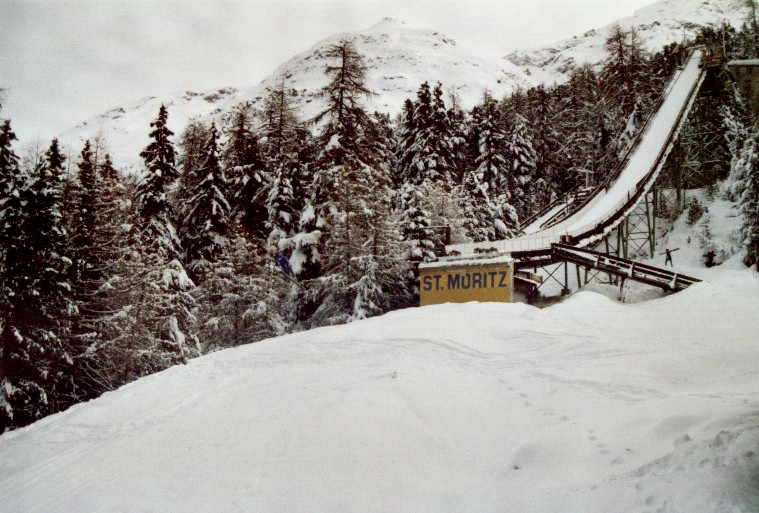
Le tremplin de saut à ski Olympiaschanze à Saint-Moritz.

Le stade olympique St. Moritz Olympic Ice Rink accueille les cérémonies d'ouverture et de clôture. Il est utilisé pour le patinage de vitesse, le patinage artistique et les finales du hockey sur glace. La plupart des matchs de hockey ont lieu dans les stades Suvretta et Kulm à Saint-Moritz. Les épreuves de bobsleigh se déroulent dans le Stade Olympia Bobrun. Le skeleton est disputé sur la Cresta Run. Le stade Olympia Bobrun est construit en 1903 et modernisé pour les Jeux de 1948 et la Cresta Run est construite en 1884. Les épreuves de saut à ski ont lieu au tremplin de l'Olympiaschanze à Saint-Moritz. Il est construit en 1927 pour les Jeux de 1928, et est utilisé jusqu'en 2006. Les épreuves de ski alpin sont organisées sur des pistes autour du Piz Nair.

## Retombées
Saint-Moritz est aujourd'hui une des stations de sports d'hiver et de villégiature les plus connues des Alpes. L'organisation de nombreux évènements de sports d'hiver a joué un grand rôle dans la réputation de la station. Après les Jeux de 1948, elle connaît une augmentation du tourisme, ce qui entraîne un boom de la construction dans les années 1950. Dans une bonne année, la commune, qui compte 5 400 habitants, accueille 1,1 million de nuitées. 70 % des visiteurs viennent de l'étranger. Plus de la moitié des 5 300 lits d'hôtels se situent dans des établissements de catégorie quatre ou cinq étoiles. Dès 1930, le soleil, qui brille en moyenne 322 jours par an, devient le symbole de la station. En 1986, le nom « Saint-Moritz » devient le premier nom d'une localité à être protégé par la loi dans le monde. Il est complété par le slogan « Top of the World ».
Une partie des sites olympiques, dont les deux pistes de glace naturelles, sont encore utilisés. La Cresta Run, qui est réservée aux pilotes masculins, a été construite en 1884 et est reconstruite chaque année depuis cette date. Elle est exploitée par le club privé britannique St. Moritz Tobogganing Club. L'Olympia Bobrun est actuellement la seule piste de bobsleigh naturelle au monde et est toujours utilisée pour les compétitions internationales. Le parcours a peu changé depuis la construction de la piste en 1904. Seule la partie inférieure a été adaptée pour permettre des vitesses plus élevées. La Fédération internationale de bobsleigh et de tobogganing (FIBT) y a organisé les Championnats du monde de bobsleigh et de skeleton à de nombreuses reprises. Le tremplin de saut à ski Olympiaschanze a été plusieurs fois agrandi au fil des ans et a atteint un point K de 95 mètres. Son état s'est détérioré depuis, et il est fermé en 2006. Un nouveau tremplin est en construction.
Saint-Moritz a aussi accueilli de nombreuses courses de la coupe du monde de ski alpin ainsi que les championnats du monde en 1934, 1974 et 2003. Les autres évènements importants qui s'y déroulent sont les courses de chevaux White Turf sur le Lac de Saint-Moritz gelé, organisées depuis 1907, et le marathon de l'Engadine. Il y a aussi depuis 1967 un centre de formation de haute altitude pour les athlètes.